# بطولة العالم للتزلج الفني على الجليد 2022
بطولة العالم للتزلج الفني على الجليد لعام 2022 في مدينة مونبلييه الفرنسية في الفترة ما بين 21 إلى 27 مارس 2022.  وبها سيتنافس المتزلجون على الجليد على لقب بطل العالم في فردي الرجال، وفردي السيدات، والزوجي المختلط، ومنافسة الرقص على الجليد. وهذه هي المرة الأولى التي تستضيف فيها مونبلييه بطولة العالم والمرة الأولى التي تستضيفها فرنسا منذ عام 2012.

## أحداث
فرض الاتحاد الدولي للتزلج في 1 مارس 2022 حظرا على مشاركة الرياضيين والمسؤولين من روسيا والرياضيين والمسؤولين من بيلاروسيا، ومن حضور جميع المسابقات الدولية بسبب الغزو الروسي لأوكرانيا عام 2022.